# Le Fils adoptif
 (mars 2025).
Si vous disposez d'ouvrages ou d'articles de référence ou si vous connaissez des sites web de qualité traitant du thème abordé ici, merci de compléter l'article en donnant les références utiles à sa vérifiabilité et en les liant à la section « Notes et références ».
Pour plus de détails, voir Fiche technique et Distribution.
Le Fils adoptif (Beshkempir) est un film coproduit par le Kirghizistan et la France, réalisé par Aktan Abdykalykov, sorti en 1998.
Le visionnage de ce film est possible sur internet donc le synopsis, la fiche technique et la distribution sont contrôlables et peuvent être complétés, corrigés ou supprimés 

## Synopsis
Prologue : Au cours d'une cérémonie rituelle qui regroupe cinq doyennes d'un village, Azate, fils issu d'une famille nombreuse, est offert à un couple dont la femme est stérile.
Nous retrouvons Azate en pleine puberté, livré à lui-même comme la plupart des garçons du village. Ses camarades, dont Tekine, Adyr, Bakyt, profitent de leur liberté pour donner libre cours à leurs initiatives: fabriquer des briques de glaise, pister des abeilles pour retrouver l'emplacement de l'essaim, épier une femme obèse qui se soigne avec des sangsues, façonner sur le sol le corps d'une femme nue et mimer la pénétration de son sexe, tenir le rôle de messager pour un jeune homme projectionniste qui emmène Djanyl sur son vélo, aller au cinéma où Azate tente de se rapprocher d'Aïnoura, jeune fille qui lui témoigne de la sympathie. Ce comportement, au milieu du village où tous les adultes au fil des saisons n'ont pas un moment de répit, irrite son père et sa mère Raskan qui ne supportent pas que cet enfant n'ait pas un comportement plus convenable et ne participe pas davantage aux travaux des champs.
Au cours d'un jeu, la complicité entre Azate et Aïnoura éclate et cela provoque chez Tekine, le fils d'Anipa, une crise de jalousie, qui ne pouvant l'égaler tente de rabaisser son rival en lui révélant qu'il est un « beshkempir », c'est-à-dire cinq vieilles qui ont présidé à son adoption.
Azate, anéanti par cette révélation, demande à sa grand-mère des explications qu'il n'obtient pas et sa situation se complique lorsqu'il devient l'objet de moqueries de la part de ses anciens copains. Le décès de la grand-mère va permettre la mise à plat de ses problèmes. Devenu l'exécuteur testamentaire, il va assumer son statut et ses camarades ne pouvant désormais jouer sur ce point sensible, vont se réconcilier avec lui.
Il est maintenant un jeune homme et comme son camarade qui lui demandait d'aller chercher Djanyl pour l'emmener en promenade sur son vélo, il peut, sur la bicyclette que lui prête le projectionniste, emmener Aïnoura en l'installant sur le cadre et non sur le porte-bagages.

## Fiche technique
Sauf indication contraire, les informations mentionnées dans cette section peuvent être confirmées par la base de données cinématographiques IMDb,  présente dans la section « Liens externes ».
- Titre original : Beshkempir
- Titre français : Le Fils adoptif
- Réalisation : Aktan Abdykalykov
- Scénario : Aktan Abdykalykov, Avtandil Adikulov, Marat Saroulou
- Musique : Nurlan Nishanov
- Photographie : Hassan Kidiraliev
- Son : Bakyt Niyaraliyev, Gaukhar Sidikova
- Montage : Tikek Mambetova
- Direction artistique : Emil Tilelov
- Production : Irizbaj Alybayev, Marc Baschet, Frédérique Dumas-Zajdela, Cédomir Kolar
- Sociétés de production : Kirghizfilm et Noé Productions, avec le soutien du CNC
- Sociétés de distribution : Cara M (France) ; Trigon-film (Suisse)
- Pays de production :  Kirghizistan,  France
- Langue originale : kirghiz
- Format : couleurs/noir et blanc - son Dolby SR
- Genre : drame
- Durée : 81 minutes
- Dates de sortie :
  - Suisse : 10 février 1998 (Festival de Locarno)
  - France : 10 février 1998

## Distribution
Sauf indication contraire, les informations mentionnées dans cette section peuvent être confirmées par la base de données cinématographiques IMDb,  présente dans la section « Liens externes ».
- Mirlan Abdykalykov (fils du réalisateur) : Beshkempir
- Adyr Abilkassimov : Adyr
- Mirlan Cinkozoev
- Bakyt Dzhylkychiev : Bakyt, le garçon avec la casquette
- Albina Imasheva : Aïnoura
- Talai Mederov

## Distinctions
Sauf indication contraire, les informations mentionnées dans cette section peuvent être confirmées par la base de données cinématographiques IMDb,  présente dans la section « Liens externes ».

### Récompenses
- Festival du jeune cinéma européen de l'Est de Cottbus 1998 :
  - Grand prix pour Aktan Abdykalykov
  - Prix Findling pour Aktan Abdykalykov
  - Prix de la première œuvre avec mention spéciale du jury étudiant pour Aktan Abdykalykov
  - Prix découverte pour Aktan Abdykalykov
- Festival international du film de Vienne 1998 : Prix des lecteurs du «Standart» pour Aktan Abdykalykov
- Festival international du film de Tokyo 1998 : Prix du film asiatique avec mention spéciale pour Aktan Abdykalykov
- Festival cinématographique d'automne de Gardanne 1998 : Prix du public pour Aktan Abdykalykov
- Festival international du film de Locarno 1998 :
  - Léopard d'argent du jeune cinéma pour Aktan Abdykalykov et les producteurs Irizbaj Alybayev et Cédomir Kolar
  - Prix Don Quichotte pour Aktan Abdykalykov
  - Prix du jury œcuménique avec mention spéciale pour Aktan Abdykalykov
- Festival international du film de Singapour 1999 :
  - Prix du jeune cinéma pour Mirlan Abdykalykov pour la pureté visuelle et la description éloquente de la vie et de l'épanouissement des êtres dans un village reculé
  - Prix du jeune cinéma pour Mirlan Abdykalykov pour son interprétation talentueuse du rôle du jeune fils adoptif confronté aux rites de passage de l'enfance à la maturité
  - Prix FIPRESCI avec mention spéciale pour Aktan Abdykalykov pour son approche rafraîchissante d'un caractère qui se construit et sa description de l'éveil sexuel dans un documentaire poétique de la vie d'un village observée avec respect et tendresse grâce à un superbe noir et blanc
- Festival international du film de Tróia 1999 : Mention spéciale dans la catégorie «Premières œuvres» pour Aktan Abdykalykov
- Festival Premiers Plans d'Angers 1999 :
  - Prix du public au meilleur long métrage pour Aktan Abdykalykov
  - Prix du jury européen pour Aktan Abdykalykov
  - Prix Procirep pour Aktan Abdykalykov

### Sélections
- Festival international du film de Gijón 1998 : en compétition pour le grand prix des Asturies dans la catégorie des longs métrages
- Festival international du film de Locarno 1998 : en compétition pour le Léopard d'or
- Festival international du film de Singapour 1999 : en compétition pour l'Écran d'argent du meilleur long métrage asiatique
- Festival international du cinéma indépendant de Buenos Aires 1999 : sélection pour le prix du meilleur film

## Autour du film
- Le tournage  a eu lieu à Bar-Boulak, un petit village kirghiz avec des comédiens non professionnels ; d'ailleurs les prénoms de certains interprètes ont été conservés pour désigner les personnages du film.
- Tout au long du film les travaux saisonniers, les métamorphoses de la nature au fil des saisons sont en contrepoint de la vie des jeunes du village. Cela a été rendu possible par l'étalement du tournage : un an.
- Le noir et blanc laisse place par instants à des séquences en couleur : si l'on en croit le réalisateur, qui est aussi peintre de formation, c'est parce que ses souvenirs lui reviennent tantôt en couleur tantôt en noir et blanc.
- Ce film est d'inspiration autobiographique : le réalisateur a été lui-même « beshkempir ». Il a plus tard choisi un pseudonyme utilisant à la fois le prénom de son père adoptif et celui de son père biologique.
- Entre autres séquences sur la vie du village, on voit une vieille femme qui pétrit du fumier de vache pour en faire des boules qu'elle plaque contre un mur. Ainsi exposées, ces boules vont sécher et servir comme combustible pour le chauffage.
- Ce film a ensuite été diffusé en France sur la chaîne Arte le 26 novembre 2003.